# Camairago
Camairago är en ort och frazione i kommunen Castelgerundo i provinsen Lodi i regionen Lombardiet i Italien. 
Camairago upphörde som kommun den 1 januari 2018 och bildade med den tidigare kommunen Cavacurta den nya kommunen Castelgerundo. Den tidigare kommunen hade 643 invånare (2017).